# Saint-Côme-et-Maruéjols
Saint-Côme-et-Maruéjols – miejscowość i gmina we Francji, w regionie Oksytania, w departamencie Gard.
Według danych na rok 1990 gminę zamieszkiwało 410 osób, a gęstość zaludnienia wynosiła 32 osoby/km² (wśród 1545 gmin Langwedocji-Roussillon Saint-Côme-et-Maruéjols plasuje się na 559. miejscu pod względem liczby ludności, natomiast pod względem powierzchni na miejscu 616.).